# Campionati europei di slittino 1990
I Campionati europei di slittino 1990 sono stati la 32ª edizione della competizione.
Si sono svolti a Igls, in Austria.

## Medagliere
| Pos.   | Nazione        | Oro | Argento | Bronzo | Totale |
| ------ | -------------- | --- | ------- | ------ | ------ |
| 1      | Germania Est   | 3   | 0       | 2      | 5      |
| 2      | Germania Ovest | 1   | 1       | 1      | 3      |
| 3      | Italia         | 0   | 2       | 1      | 3      |
| 4      | Austria        | 0   | 1       | 0      | 1      |
| Totale | Totale         | 4   | 4       | 4      | 12     |

## Podi
| Evento            | Oro                                                                                        | Argento                                                                            | Bronzo                                                                                  |
| Singolo Maschile  | Georg Hackl                                                                                | Markus Prock                                                                       | Jens Müller                                                                             |
| Singolo Femminile | Susi Erdmann                                                                               | Gerda Weissensteiner                                                               | Jana Bode                                                                               |
| Doppio            | Jörg Hoffmann Jochen Pietzsch                                                              | Hansjörg Raffl Norbert Huber                                                       | Stefan Krauße Jan Behrendt                                                              |
| Squadre mista     | Germania Est Jens Müller René Friedl Susi Erdmann Sylke Otto Jörg Hoffmann Jochen Pietzsch | Germania Ovest Georg Hackl Johannes Schettel Jana Bode Margit Paar Stefan Ilsanker | Italia Arnold Huber Norbert Huber Gerda Weissensteiner Natalie Obkircher Hansjörg Raffl |